# Itzcóatl
Itzcóatl byl aztécký vládce, který vládl v letech 1427–1440. Narodil se roku 1380. Jeho jméno v jazyce nahuatl znamená Obsidiánový had.
Itzcóatl byl čtvrtým aztéckým panovníkem. Jako syn panovníka Acamapichtliho a otrokyně se mohl ujmout vlády teprve poté, co jeho synovci Huitzilíhuitl a Chimalpopoca, nastoupivší na trůn, našli smrt. Svým zvolením byl prvním aztéckým panovníkem, který nenásledoval ve funkci tlatoani přímo svého otce.
Itzcóatl položil základy pozdější aztécké říše, za jeho vlády se Aztékové zbavili nadvlády Tepaneků. Roku 1430 zosnoval alianci s náčelníky městských států Texcoco a Tlacopán, která se nazývala Aztécký trojspolek.